# Rosbank
Rosbank (in russo: Росбанк) è una banca universale russa. In ottobre 2020, Rosbank si è classificata all'11º posto tra le banche russe in termini di attività (RUB 1379 miliardi). Secondo Forbes Russia, Rosbank è stata la terza banca russa più affidabile nel 2021.
Legalmente, Rosbank è registrata come società per azioni pubblica (SPAP) e ha sede a Mosca. Il 1º luglio 2011 Rosbank si è fusa con un'altra filiale russa di Société Générale, Banque Société Générale Vostok (BSGV). A partire da aprile 2022, il suo azionista di maggioranza è stato Interros, dopo che Société Générale ha lasciato il mercato russo a causa delle sanzioni internazionali successive all'invasione russa dell'Ucraina del 2022.

## Storia

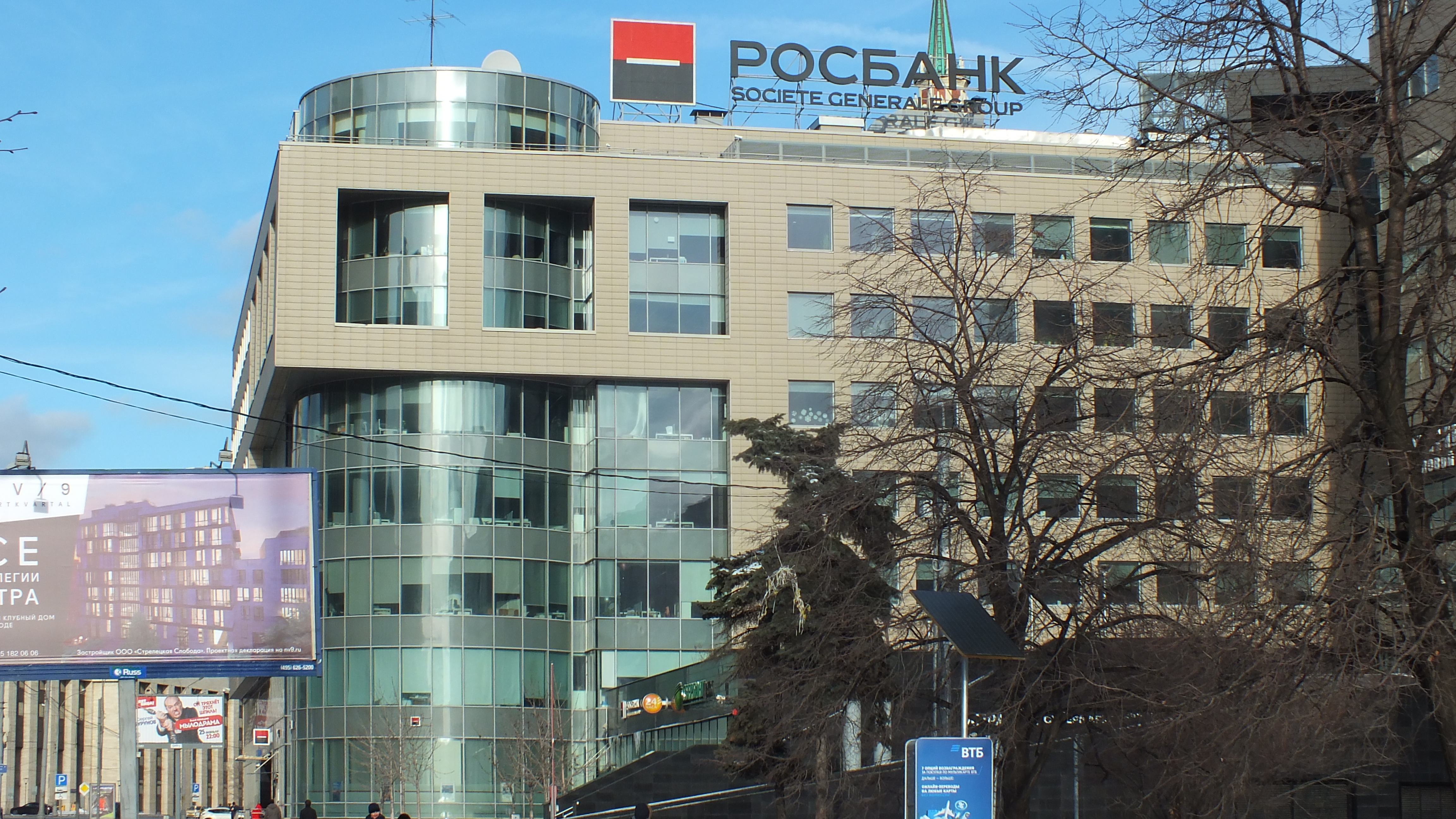
Edificio bancario a Mosca in Via Maši Poryvaevoj

Fondata nel 1993 con il nome di AKB Nezavisimost (Indipendenza), lo status giuridico della banca si è evoluto più volte (1994: TOO, 1996: ZAO).  Nel settembre 1998, la holding Interros acquistò la banca e la rinominò in Joint Commercial Bank (JCB) "Rosbank".  Nel 1999 lo status giuridico della banca è cambiato in Open Joint Stock Company (OJSC).
Il 21 novembre 2000, la banca associata Vladimir Potanin e Michail Prochorov ONĖKSIM-bank (in russo "ОНЭКСИМ-банк"?) si è fusa con Rosbank.
Nel 2006 Société Générale ha acquisito il 20% di Rosbank con un'opzione per l'acquisto di un pacchetto aggiuntivo del 30% +2 azioni per 1,7 miliardi di dollari USA fino alla fine del 2008. Questa opzione è stata esercitata nel febbraio 2008.

### Fusione con BSGV e rebranding
Nel febbraio 2010 gli azionisti di Rosbank hanno deciso di consolidare le attività di Société Générale in Russia, Rosbank, Bank Société Générale Vostok (BSGV) e altre due entità: DeltaCredit e Rusfinance Bank. Nel gennaio 2011 Credito delta (DeltaCredit) e Rusfinance sono diventate filiali al 100% di Rosbank.
Il 1 ° luglio 2019, la banca ipotecaria DeltaCredit ha cessato di essere una banca indipendente ed è entrata a far parte di Rosbank come divisione denominata "casa Rosbank" (Росбанк Дом). Il 1º marzo 2021 nella Rosbank è stata inserita Rusfinance, leader russo nel segmento dei prestiti auto. Si trasformò in una divisione di Rosbank con il nome di "Rosbank Auto".

### Rivendita a Interros
Nella primavera del 2022, Société Générale ha deciso di lasciare il mercato russo a causa delle sanzioni internazionali seguite all'invasione russa dell'Ucraina nel 2022. Il 18 maggio è stata chiusa l'operazione di cessione di Rosbank al gruppo Interros. L'importo della transazione è stato stimato nello 0,2-0,3 del capitale della banca (40-60 miliardi di rubli).
Nel settembre del 2022, il proprietario di Interros Vladimir Potanin annunciò di voler trasferire il 50% delle azioni di Rosbank alla propria fondazione di beneficenza. Un altro 7,5% delle azioni venne venduto a una filiale di Rosbank, la compagnia di investimenti Rusfinance. Si presume che queste azioni possano essere usate indirettamente per motivare i dipendenti della Rosbank nel quadro del concetto del "capitalismo popolare di Potanin".

## Azionisti
Fino a maggio 2022, Société Générale era proprietaria del 99,4867% delle quote, dopodiché sono state rivendute a Interros. Nell'autunno del 2022, Potanin ha annunciato il trasferimento del 50% delle azioni alla Fondazione di beneficenza di Vladimir Potanin. Un altro 7,5% è stato venduto a Rusfinance.
Il 15 dicembre 2022, il Tesoro degli Stati Uniti ha aggiunto Potanin e Rosbank alla sua lista di sanzioni.

## Rete regionale
Al fine di coordinare la rete territoriale della banca, la direzione è organizzata come segue:
- Sede centrale a Mosca
- Sette filiali regionali (Mosca, San Pietroburgo, Nižnij Novgorod, Ekaterinburg, Rostov sul Don, Krasnojarsk e Vladivostok)
- Uffici operativi

## Sanzioni
L'UE ha adottato sanzioni contro la banca nel suo decimo pacchetto nel febbraio 2023.